# Барышев, Алексей Николаевич
Алексей Николаевич Барышев (5 октября 1910, Санкт-Петербург, Российская империя — 1982) — советский футболист, полузащитник.
Воспитанник ленинградского футбола. Играл за команду «Пищевики» (1928—1930), команду завода им. Энгельса (1931—1932, 1935). В чемпионате СССР выступал в составе ленинградских «Динамо» (1936—1938) — 20 игр, 5 мячей, «Электрика» /«Красной зари» (1939—1940). С 1941 года — в составе «Зенита». В 1946—1947 годах сыграл 18 игр. Позже играл в чемпионате Ленинградской области.
Участник Великой Отечественной войны. Лейтенант. 6 октября 1941 года на территории Латвии попал в плен.